# Leptaleocera nigrofasciata
Leptaleocera nigrofasciata är en insektsart som beskrevs av Frederick Arthur Godfrey Muir 1917. Leptaleocera nigrofasciata ingår i släktet Leptaleocera och familjen Derbidae. Inga underarter finns listade i Catalogue of Life.